# Кампана (Француска)
Кампана (фр. Campana) је насељено место у Француској у региону Корзика, у департману Горња Корзика.
По подацима из 2011. године у општини је живело 22 становника, а густина насељености је износила 9,28 становника/km².

## Демографија
| 1990. | 2011. |
| ----- | ----- |
| 36    | 22    |